# Pandora (joyería)
Pandora es una firma danesa de joyas fundada en 1982 por Per y Winnie Enevoldsen, una pareja de joyeros daneses.
La marca es conocida por sus joyas y charms personalizables, que representan la mayor parte de sus ventas. Pandora diseña, fabrica y comercializa joyas acabadas a mano con metales de alta calidad a precios asequibles. Todas las colecciones se diseñan en Copenhague y se producen en dos fábricas con certificación LEED en Tailandia. Las joyas se venden en más de seis mil quinientos puntos de venta y en más de cien países.
Pandora se compromete a dar ejemplo en términos de sostenibilidad y solo adquirirá plata y oro reciclados para fabricar sus joyas para 2025 y, de este modo a su vez, reducirá a la mitad las emisiones de gases de efecto invernadero en toda su cadena de valor de aquí a 2030.
La empresa cotiza en la bolsa NASDAQ de Copenhague y generó una facturación de 26.500 millones de coronas danesas (3.600 millones de euros) en 2022.
Pandora es la primera marca de joyería del mundo por volumen y la tercera por valor, después de Cartier y Tiffany & Co.[cita requerida]

## Fundación
Cuando se fundó en 1982, Pandora era una pequeña joyería de Copenhague. Per y Winnie Enevoldsen, la pareja que la fundó, aprovecharon su conocimiento en joyería diseñada y producida en Tailandia.
Tras varios años, los Enevoldsen, se centraron en crear sus propias joyas, y en 1989 la empresa empezó a fabricar sus propios diseños en Tailandia. Dos diseñadoras, Lone Frandsen y Lisbeth Larsen, desempeñaron un papel importante en Pandora y ayudaron a definir el concepto y el estilo de las joyas. 
La empresa vende anillos, collares y pendientes, pero sus productos más populares son las pulseras personalizables con charms, lanzadas al mercado en el año 2000. Estas pulseras, a las que se pueden añadir charms, se presentan en innumerables combinaciones diferentes. La marca renueva sus colecciones varias veces al año ofreciendo joyas accesibles al mayor número de personas posibles. 

## Empleados y centros de producción
A finales de los años ochenta, Pandora abrió su primer taller de fabricación de joyas en Tailandia. La empresa se instaló en el país por el conocimiento local único en joyería. Hoy en día, las dos plantas de producción existentes cuentan con la certificación LEED 
Pandora utiliza actualmente un 61% de plata y oro recicladosen la elaboración de sus joyas y se ha comprometido a alcanzar el 100% en 2025. La firma también aspira a reducir a la mitad sus emisiones de gases de efecto invernadero en toda su cadena de valor de aquí a 2030.  
Pandora emplea a 34.000 personas en todo el mundo.

## Accionistas y OPV
En 2008, la sociedad de capital e privado Axcel A/S (da) adquirió el 59,3% del capital de Pandora y se convirtió en su accionista mayoritario. Axcel, que ya poseía acciones de la marca de lujo Georg Jensen y de la fábrica de porcelana Royal Copenhagen (en), estaba interesada en Pandora por el éxito de sus pulseras de charms y preparaba su IPO.
Pandora entró en la Bolsa de Copenhague en octubre de 2010 y cotizó en el índice OMX 20. Alrededor del 40% del capital de la empresa se puso a la venta. Tras su salida de la bolsa, su capitalización bursátil ascendió a 33.7 mil millones de coronas (4.5 mil millones de euros). La operación supone uno de los mayores lanzamientos al mercado del año en Europa.
Los beneficios de la empresa cayeron durante 2011, obligándola a publicar varios avisos de beneficios. En agosto, la acción perdió el 70% de su valor desde su salida a bolsa. La situación obligó al director general Mikkel Vendelin Olesen a dimitir. A finales de año, la junta directiva y su presidente, Allan Leighton, nombraron al noruego Bjørn Gulden. Ocupó el cargo de CEO desde marzo de 2012. Al año siguiente, fue contratado por Puma y Leighton le sustituyó como CEO. Anders Colding Friis le sustituyó en 2014, y luego el actual CEO, Alexander Lacik, asumió la dirección del grupo en 2019 para implementar el plan de recuperación de la marca.

## Ventas y Distribución

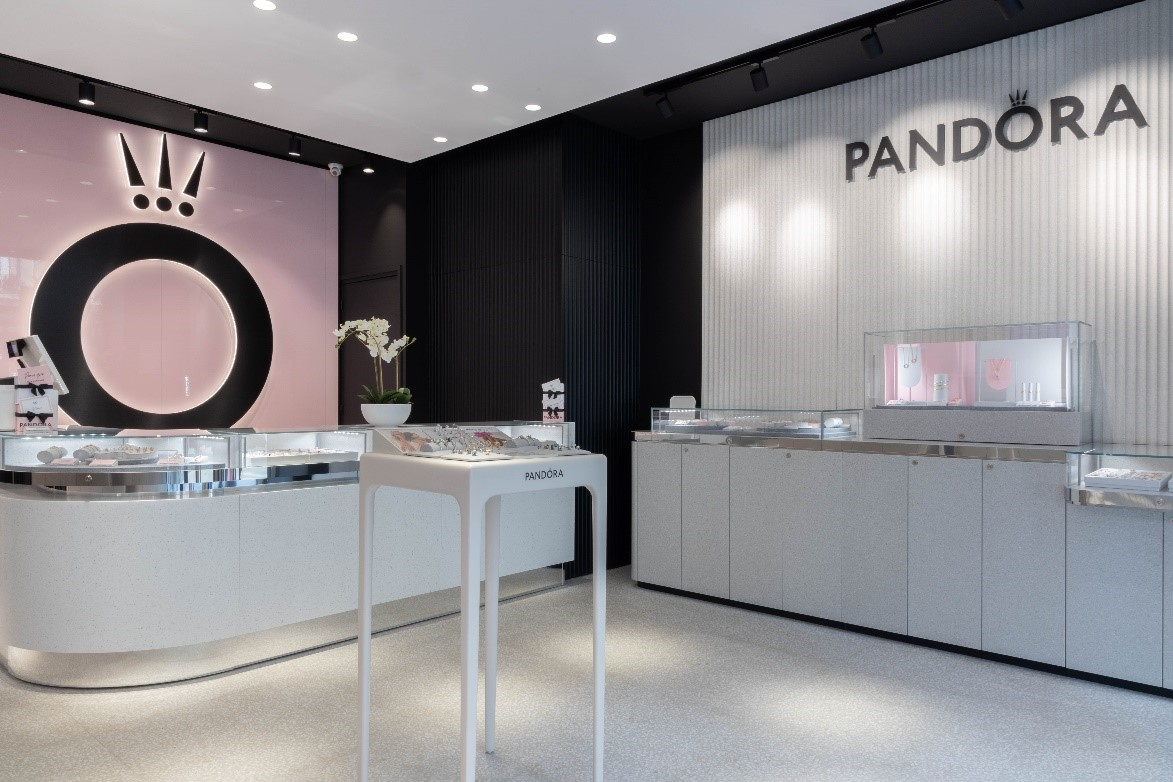

Entre 2021 y 2022, la facturación de Pandora aumentó de 23,4 a 26,5 millones de coronas danesas. Las ventas de pulseras y charms personalizables representan el 81% del volumen de ventas.  
Desde la adquisición de Axcel, Pandora ha desarrollado su propia red de distribución. En 2011, los productos se vendieron en 55 países y la red de distribución de la joyería comprendía 10.000 puntos de venta en todo el mundo, incluidas 450 tiendas propias. En 2022, las joyas de Pandora se vendieron en más de 6.500 puntos de venta en más de 100 países, incluidas 2.500 tiendas propias. 
En 2005, Pandora hizo su entrada en España de la mano de City Time y fue gestionada por el distribuidor hasta 2017, cuando el grupo danés la adquirió. Hoy en día, Pandora cuenta en España con 83 tiendas propias, 14 franquicias, 68 córners en centros El Corte Inglés y 243 puntos de venta en tiendas multimarca.  

## Colaboración con Disney
El 12 de agosto de 2014, Pandora y Disney iniciaron una colaboración que incluye la presencia de la joyería en los parques americanos de Walt Disney World Resort y Disneyland Resort y colecciones especiales en los puntos de venta Pandora.

En octubre del año siguiente, Pandora amplió su acuerdo comercial con Disney a partir de noviembre de 2015 para incluir Asia-Pacífico, incluidos Australia, China y Japón, y, en 2017, añadió Europa, África y Medio Oriente.
Desde 2017, Pandora ha seguido desarrollando su colaboración con Disneyland París, donde se distribuye en una selección de hoteles boutique, así como en una selección de puntos de venta dentro del Parque Disneyland y el Parque Walt Disney Studios.